# Плодопитомник (Амурська область)
Плодопитомник (рос. Плодопитомник) — селище, підпорядковане місту Благовєщенську Амурської області Російської Федерації. Розташоване на території українського історичного та етнічного краю Зелений Клин.
Входить до складу муніципального утворення Міський округ місто Благовєщенськ. Населення становить 1081 особу (2018).

## Населення
| 2002  | 2010  | 2012  | 2013  | 2014  | 2015  | 2016  |
| ----- | ----- | ----- | ----- | ----- | ----- | ----- |
| 1131  | ↘1085 | ↘1078 | ↘1075 | ↗1103 | ↘1094 | ↘1090 |
| 2017  | 2018  |       |       |       |       |       |
| ↘1071 | ↗1081 |       |       |       |       |       |